# Nim de Fibonacci
El nim de Fibonacci es una variante del juego del nim en la que si el número inicial de fichas es un número de Fibonacci el segundo jugador tiene una estrategia ganadora.
El juego es jugado por dos jugadores que deben ir retirando de forma alterna fichas de un montón hasta que no queda ninguna. El último en retirar fichas gana. El juego tiene las siguientes reglas:
- En cada jugada se debe retirar al menos una ficha;
- En la primera jugada un jugador no puede retirar todas las fichas;
- Un jugador no puede retirar más del doble de fichas que el otro jugador en la jugada anterior.